# Královský palác v Neapoli

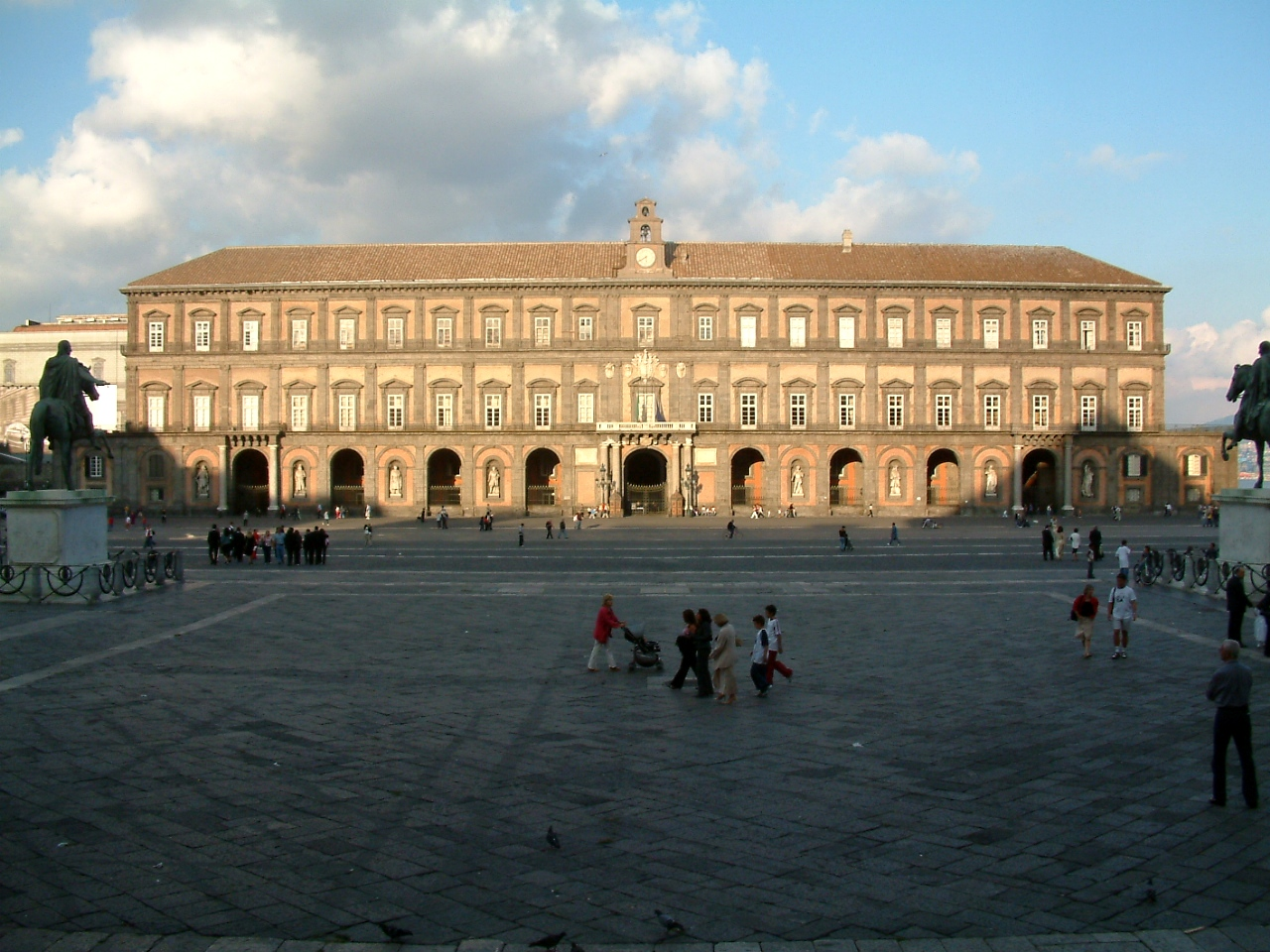
Královský palác - pohled z Piazza del Plebiscito

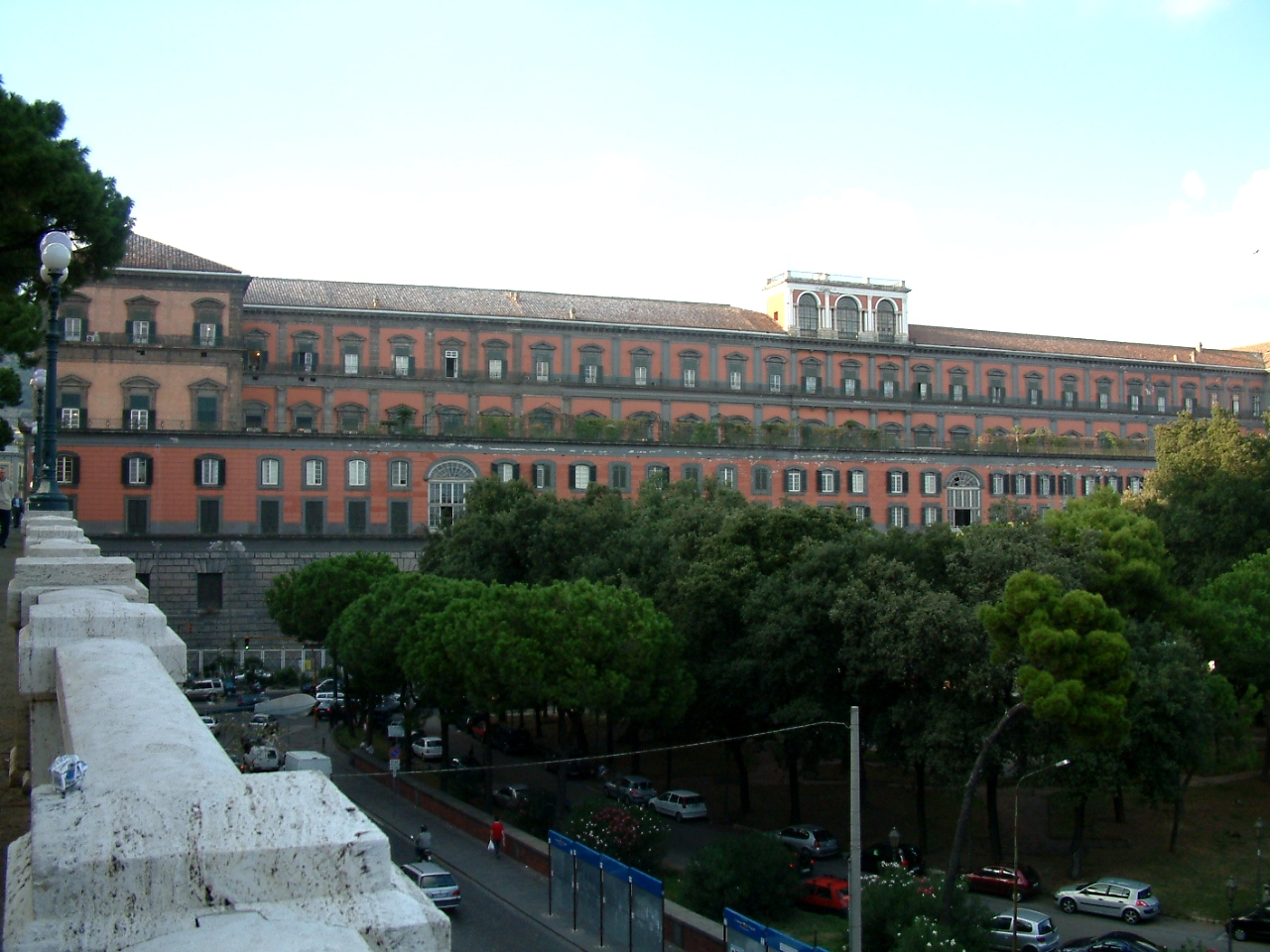
Královský palác (pohled z boku)

Královský palác v Neapoli (italsky Palazzo Reale di Napoli) je palác v italském městě Neapol. Jde o jednu ze čtyřech královských rezidencí (vedle Caserty, Capodimonte a Portici) dynastie Bourbonů, kteří vládli v 18. a 19. století Neapolskému a Sicilskému království (později přeměněno v jedno Království obojí Sicílie).

## Historie
Palác byl postaven na místě dřívější rezidence španělských králů, která byla vybudována pro Filipa III. Španělského (v Neapoli jako Filip II.), který však Neapol nikdy nenavštívil. Palác postavil v letech 1600-1602  architekt Domenico Fontana. Královská rodina však většinu času trávila v blízké Casertě, jelikož Neapol byla v té době již městem velmi rušným a jako přístav byla také snadným cílem pro nepřátelské námořní útoky.
Palác ze 17. století, jak jej můžeme vidět dnes, je výsledkem mnoha přestaveb a změn. V polovině 18. století byl za přestavby paláce zodpovědný Luigi Vanvitelli, a později, v roce 1838 Gaetano Genovese (po požáru paláce). Po druhé světové válce proběhly další opravy, neboť palác byl v roce 1943 poškozen bombami Spojenců i okupačních vojsk. Místnosti pro královskou rodinu musely být rekonstruovány a znovu zařízeny .V roce 1950 byl palác opraven.

## Vzhled
Vstup do paláce je na jeho západní straně z přilehlého náměstí Piazza del Plebiscito. Tato západní fasáda je vyzdobena řadou soch králů, kteří vládli Neapoli od 12. století: Roger II. Sicilský, Fridrich II. Štaufský, Karel I. z Anjou, Alfonso V. Aragonský, Karel V. Habsburský, Karel III. Španělský, Joachim Murat a Viktor Emanuel II. (první král sjednocené Itálie).

### Hlavní průčelí

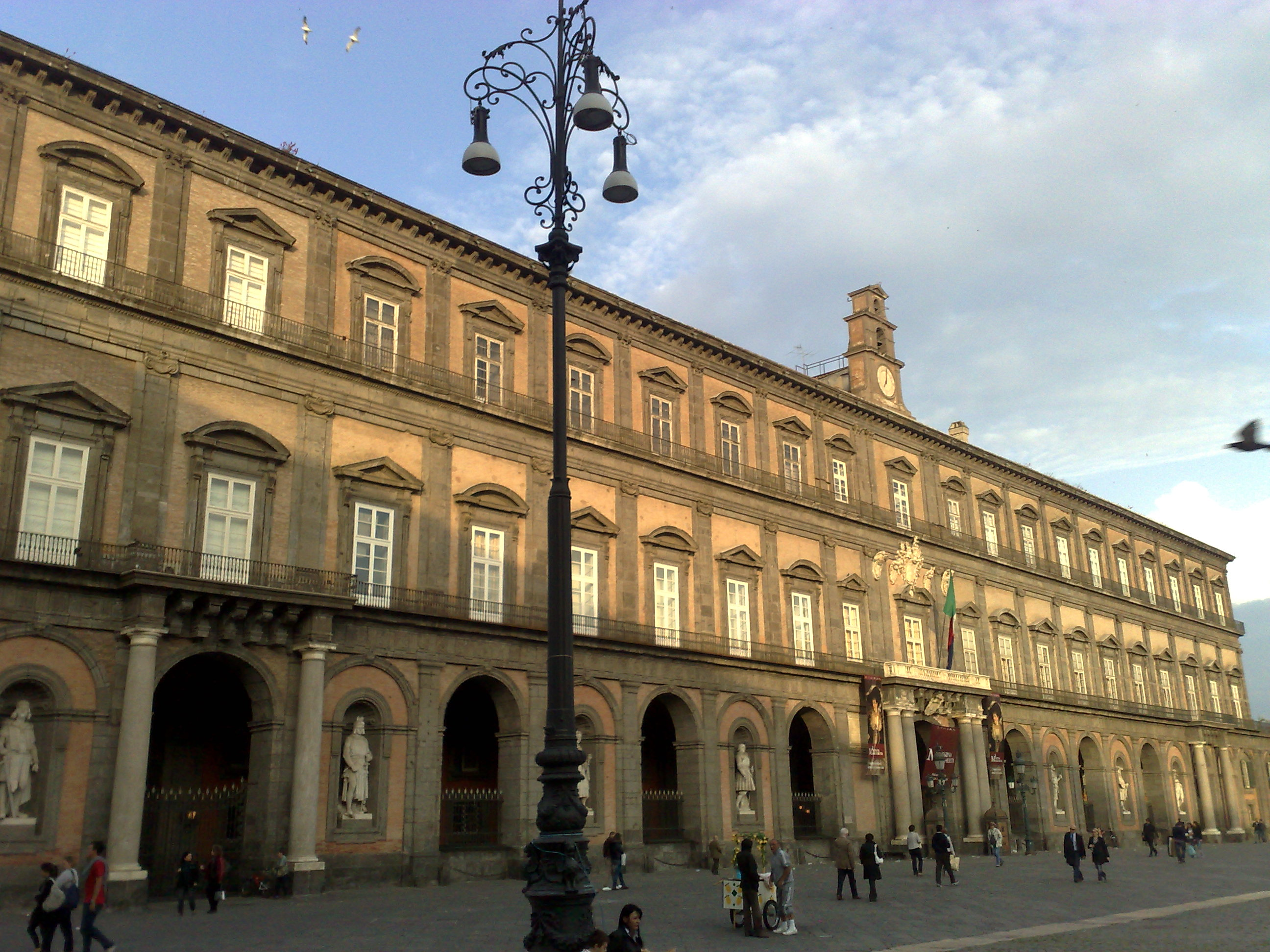
Hlavní průčelí

Hlavní průčelí Královského paláce čelí náměstí Piazza del Plebiscito a bylo dokončeno v roce 1616. Je sto šedesát devět metrů dlouhé a až do roku 1843 sousedilo s místokrálovským palácem, který byl zbořen, aby uvolnil místo pro náměstí Piazza Trieste e Trento. Fasáda je postavena z pálených červených cihel, piperna a sopečného kamene z oblasti Flegrejských polí. Pozdně renesanční a manýristický vliv je patrný v překrývání několika architektonických řádů, což je typické pro antická římská divadla, jako je Koloseum nebo Marcellovo divadlo. Manýrismus lze ocenit v modulárním designu fasády, který by mohl být opakován donekonečna, protože neobsahuje žádný prvek označující jeho začátek nebo konec, stejně jako v horní části nenachází zakončení kvůli absenci římsy. Původně však byla římsa korunována obelisky, vázami a třemi zvonicemi umístěnými vertikálně u každého vchodu. Vše bylo odstraněno na počátku 19. století, ponechána byla pouze centrální zvonice s hodinami.
Architektonické členění odpovídá Vitruviovým traktátům: pilastry jsou uspořádány vertikálně a tři architektonické řády (přízemí v toskánském stylu, následované iónským a nakonec korintským) jsou rozmístěny horizontálně. Dvoubarevné použití materiálů zvýrazňuje architektonické prvky (šedý kámen) oproti zdem (červená cihla), což se v Neapoli stalo velmi populární technikou.
Původně měla spodní část po celé své délce arkády, což bylo v té době velmi inovativní rozhodnutí, které Fontana navrhl tak, aby se lidé mohli procházet i za špatného počasí. Nicméně po povstání Masaniella a kvůli strukturálním problémům sloupů, které byly zatěžovány, byly v roce 1753 oblouky zazděny podle projektu Luigiho Vanvitelliho. Ve vzniklých zdech byly vytvořeny niky, ale teprve v roce 1888 do nich byly umístěny sochy hlavních neapolských králů, s cílem ukázat jistou kontinuitu mezi dynastií Savojských a předchozími neapolskými dynastiemi. Zleva doprava lze rozpoznat Rogera II. Sicilského (dílo Emilia Franceschiho), Fridricha II. Štaufského (Emanuele Caggiano), Karla z Anjou (Tommaso Solari), Alfonse V. Aragonského (Aquiles De Osas), Karla V. Habsburského (Vincenzo Gemito), Karla Bourbonského (Raffaele Belliazzi), Joachima Murata (Giovanni Battista Amendola) a Viktora Emanuela II. Savojského (Francesco Jerace).

Sochy umístěné v nikách hlavního průčelí
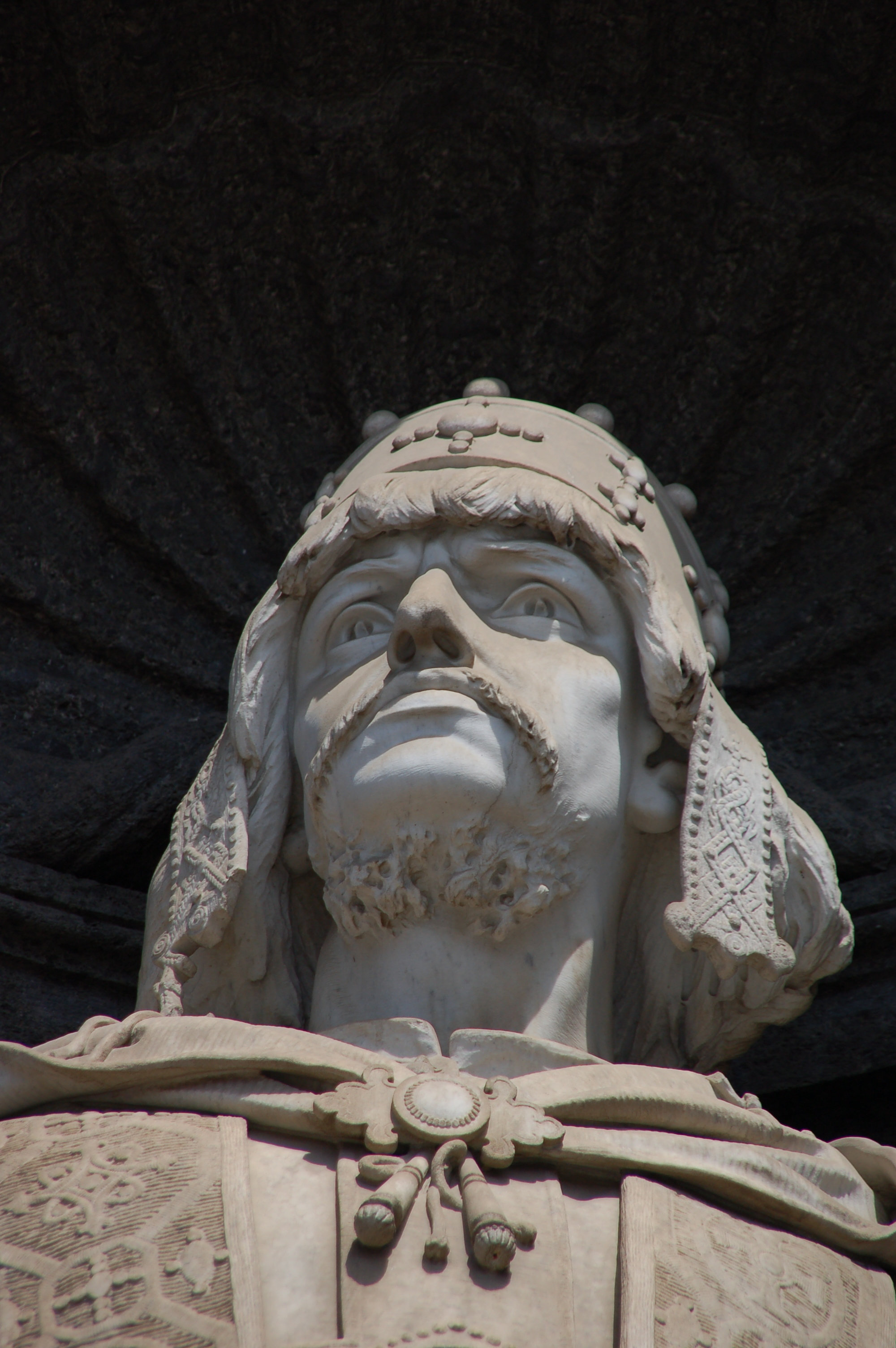
Roger II. Sicilský
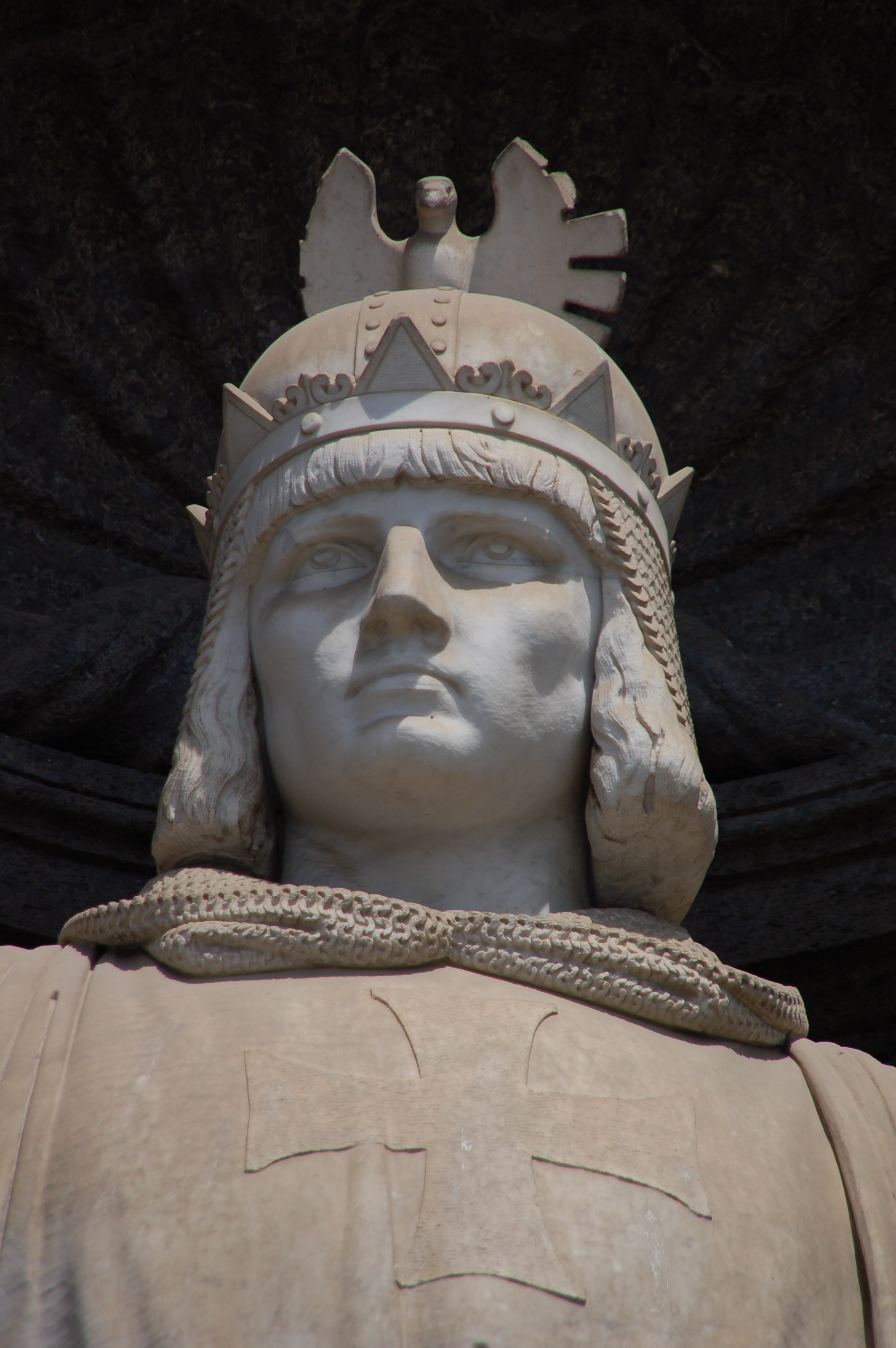
Fridrich II. Štaufský
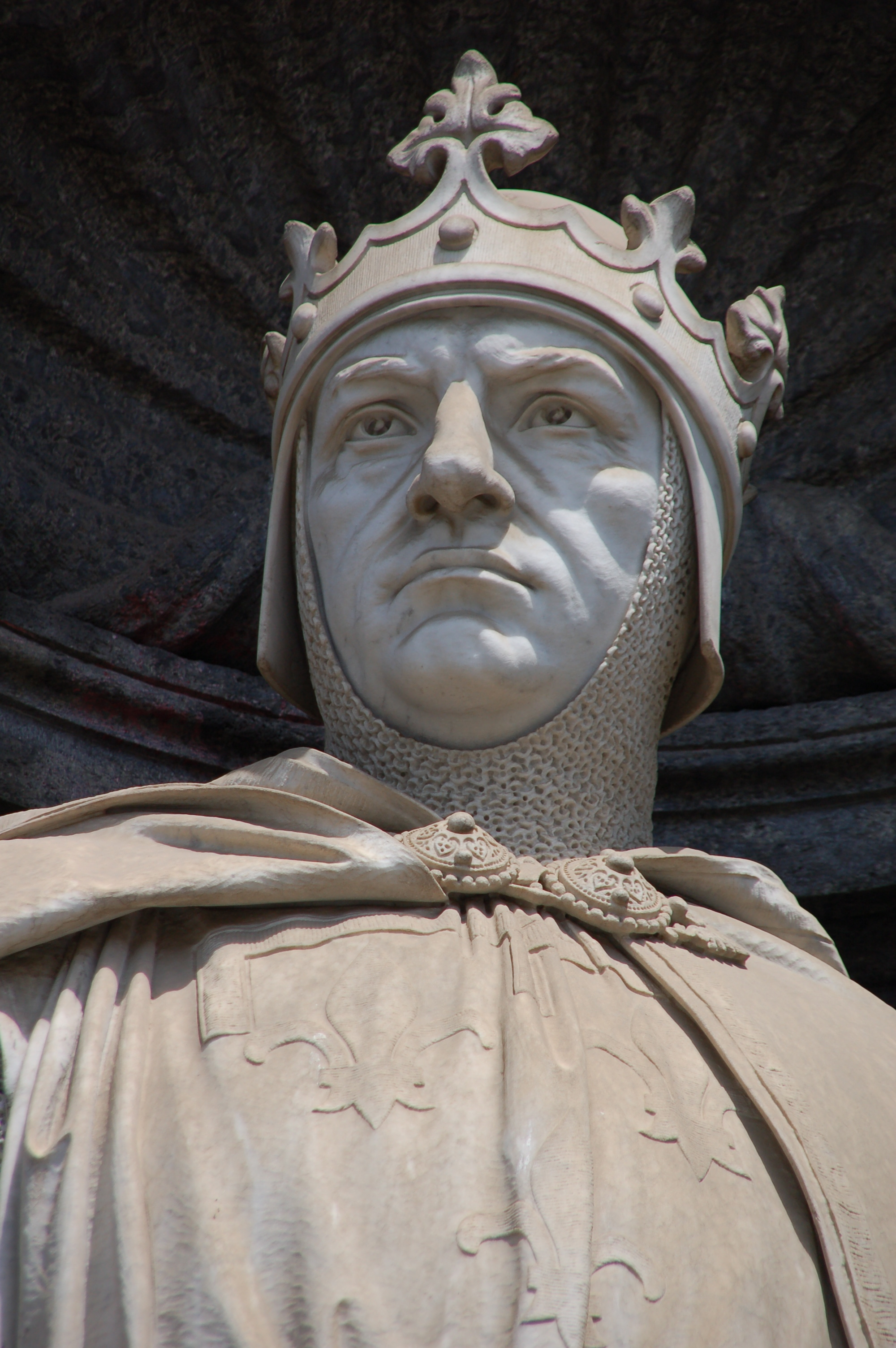
Karel z Anjou
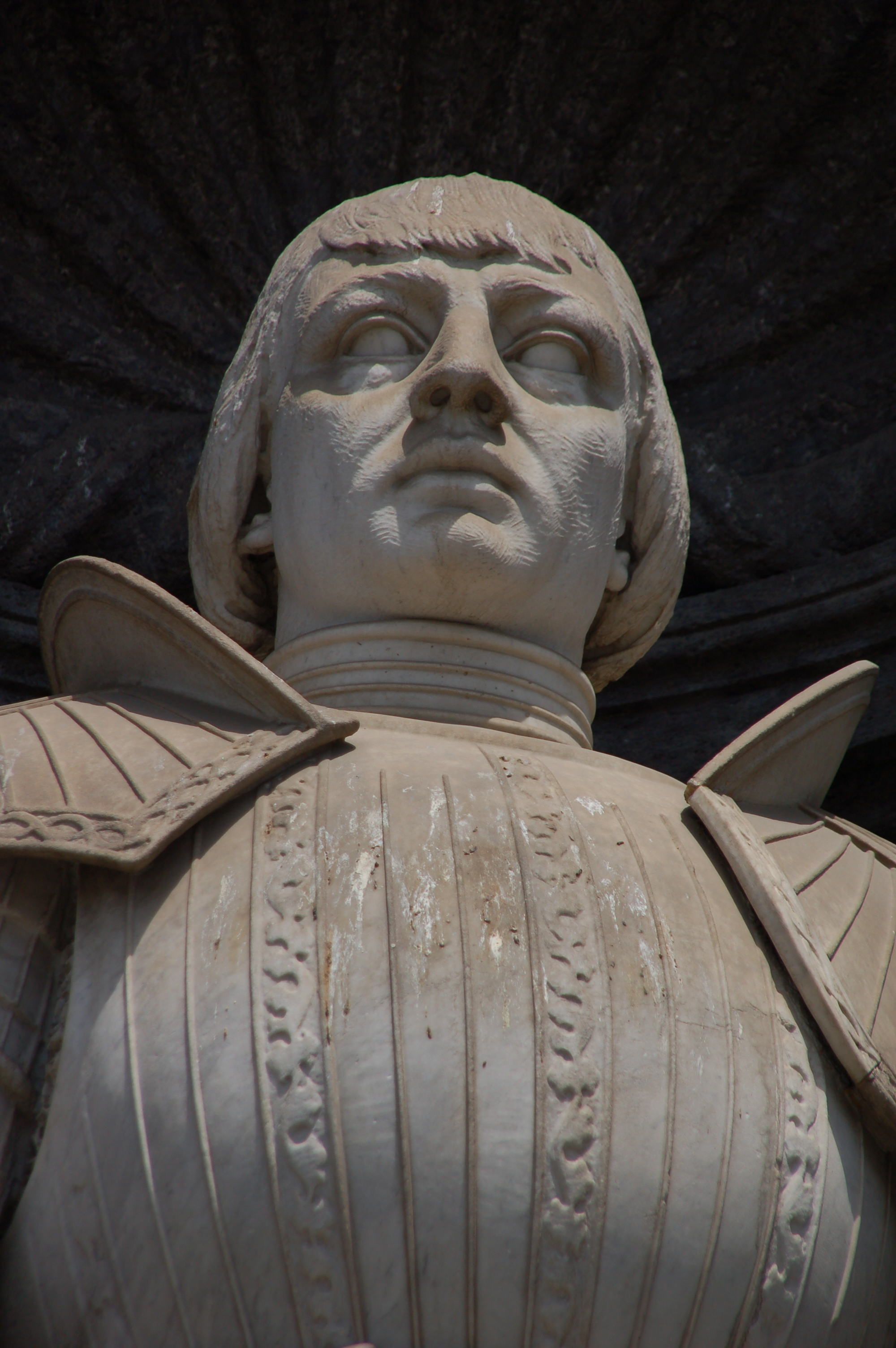
Alfons V. Aragonský
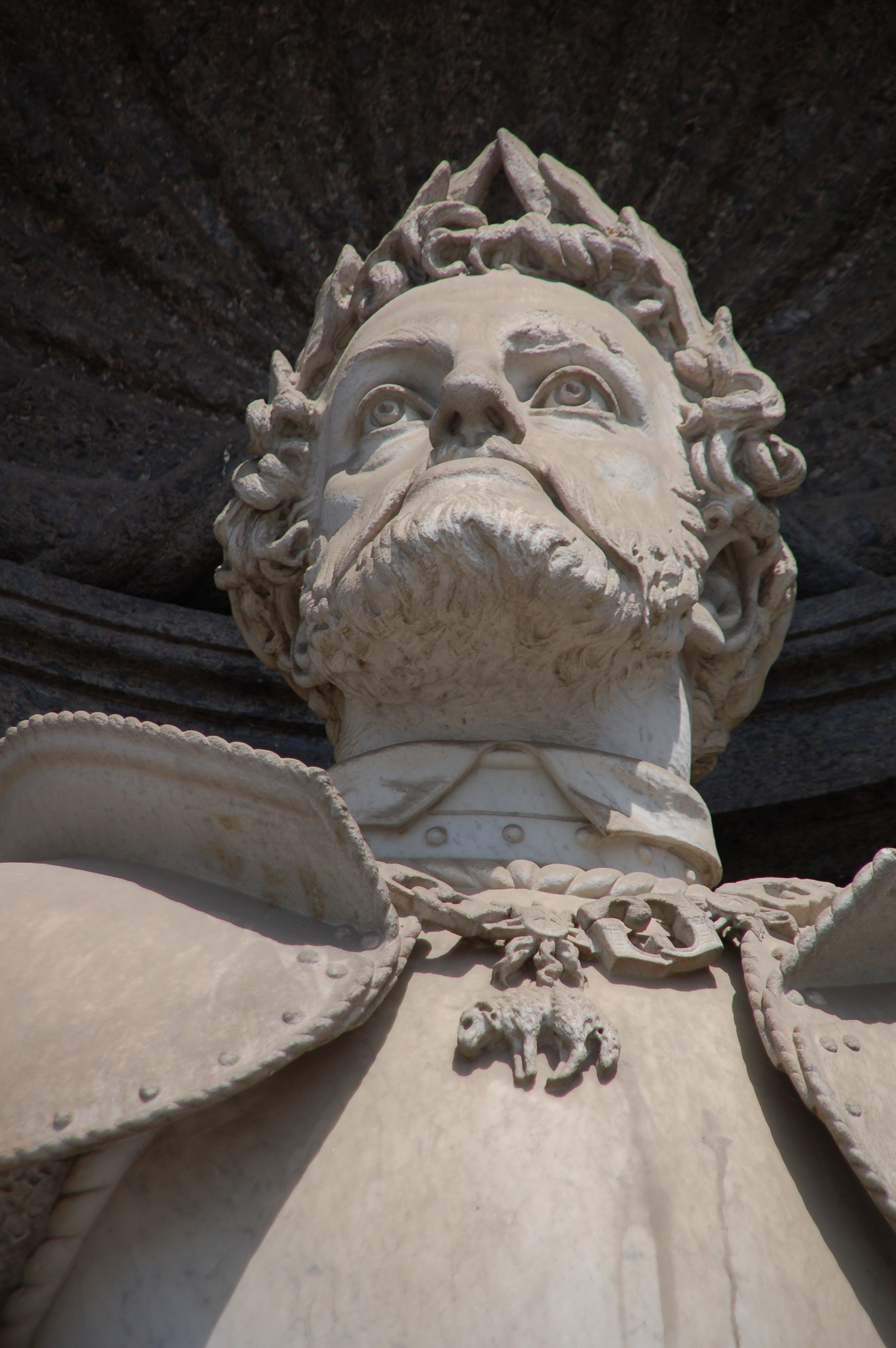
Karel IV. Neapolský
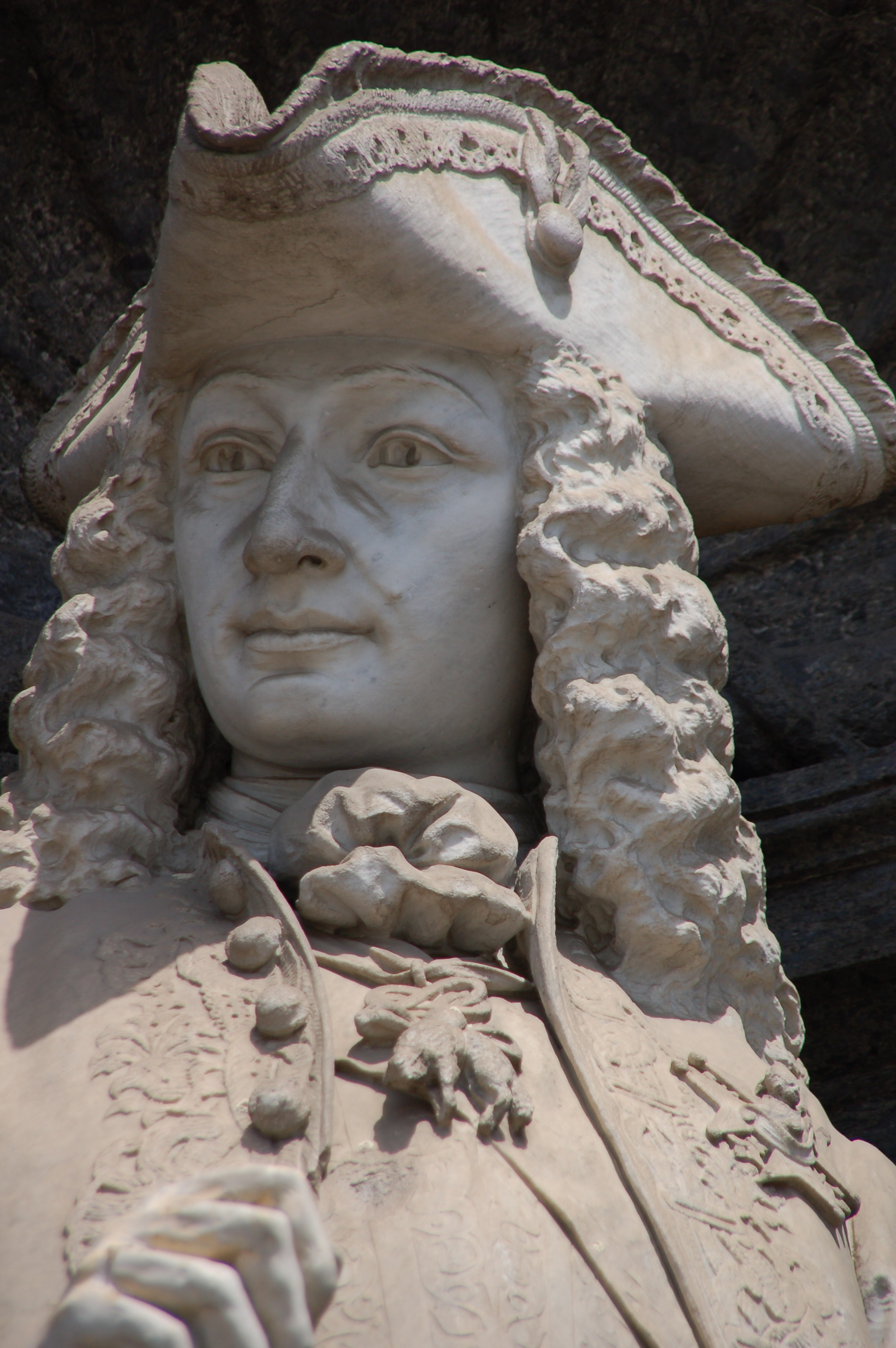
Karel VII. Neapolský
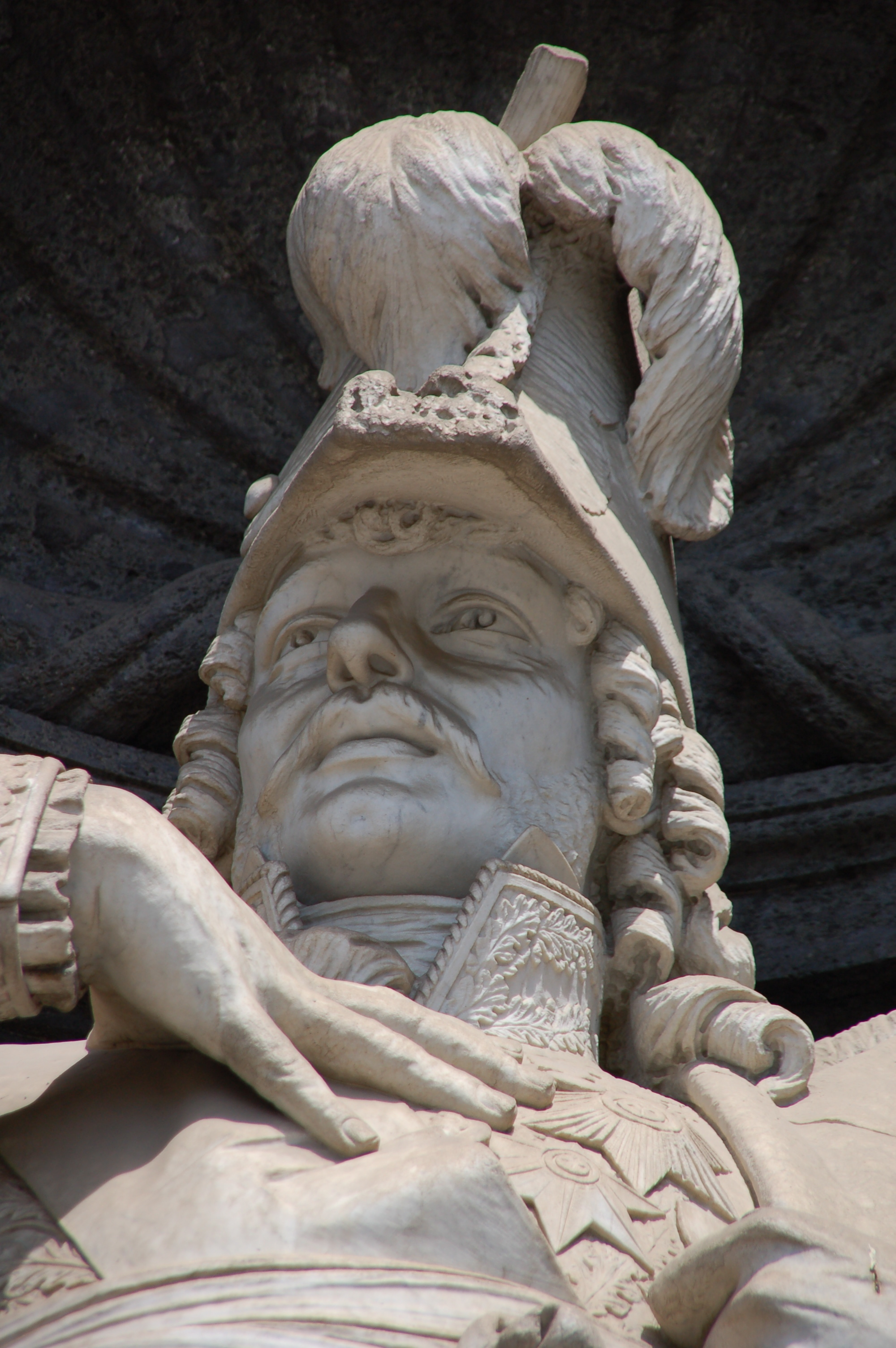
Joachim Murat
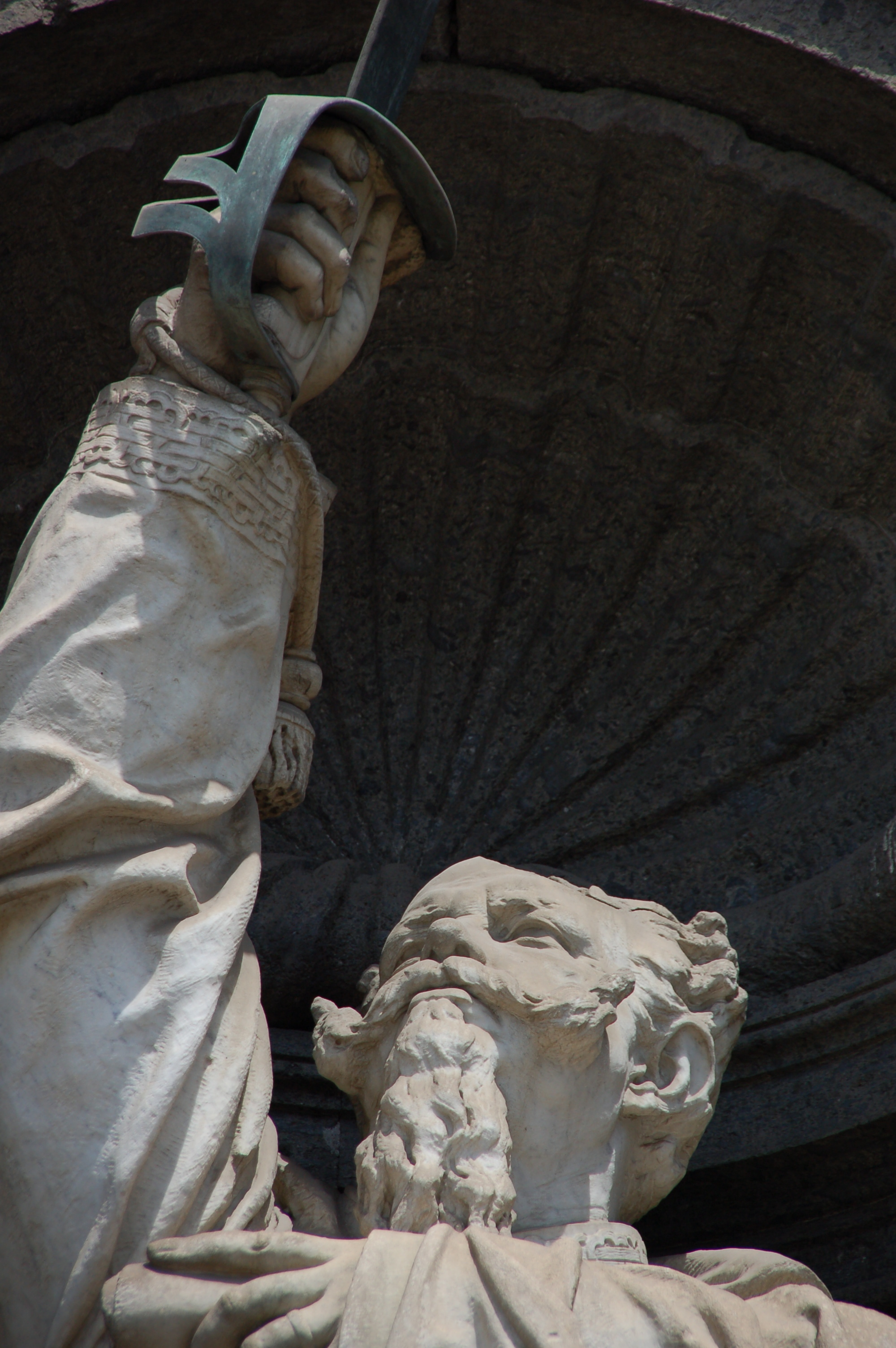
Viktor Emanuel II.

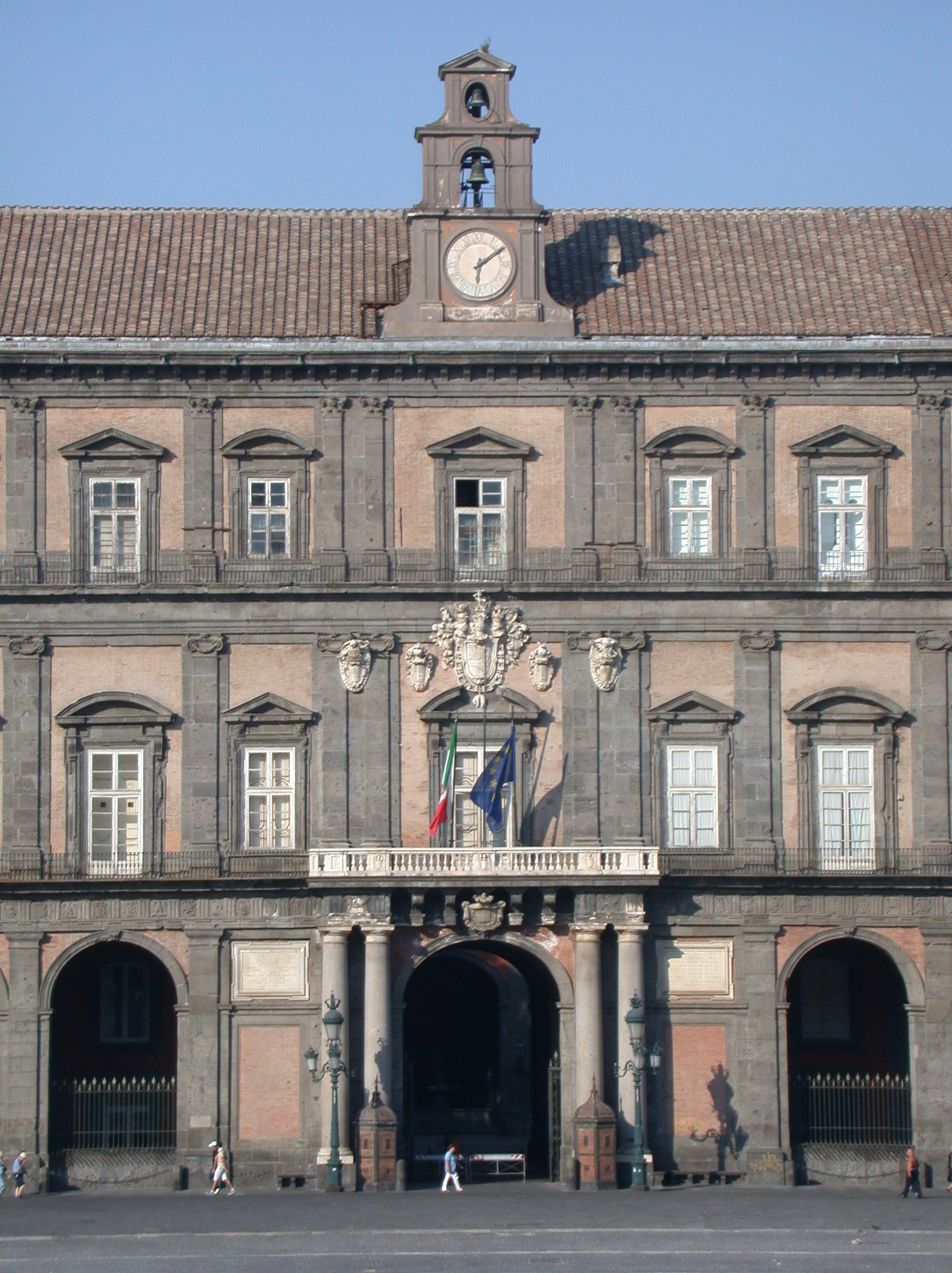
Hlavní vchod

Ve středu hlavního průčelí se nachází vstupní portál, lemovaný dvěma spojenými žulovými sloupy a korunovaný znakem Filipa III. Španělského, který již Fontana zamýšlel umístit s cílem zdůraznit veřejnou funkci paláce. Po stranách jsou dva menší erby, patřící Juanu Alonsu Pimentelu de Herrera a Pedru Fernándezovi de Castro, místokrálům Neapole v době výstavby paláce. Pod římsou balkonu se nachází erb rodu Savojských.
Dále zde najdeme dvě pamětní desky: jedna připomíná zahájení stavebních prací na příkaz Fernanda Ruize de Castra a jeho manželky Cataliny de Zúñiga, druhá obsahuje nápis oslavující krásu budovy. Pod deskami se až do začátku 18. století nacházely dvě sochy představující Náboženství a Spravedlnost. Dvě strážní budky po stranách hlavního vchodu byly postaveny na počátku 18. století.
Po celé délce průčelí a na nádvoří čestného dvora se mezi přízemím a prvním patrem nachází vlys s triglyfy a metopami, na nichž jsou vyobrazeny symboly hispánské monarchie a jejích evropských držav, z velké části získaných po uzavření míru v Cateau-Cambrésis v roce 1559. Mezi těmito symboly jsou třívěžový hrad Kastilie, vzpínající se lev Leónu, had požírající zajatce (symbol Milánského vévodství), štít se čtyřmi vertikálními pruhy Aragonu, kříž se čtyřmi hlavami Maura (symbol Sardinského království) a znaky Navarry, Rakouska, Portugalska, Granady a Jeruzaléma.

## Současný stav
Dnes je v paláci umístěno muzeum, několik městských úřadu, a Národní knihovna (Biblioteca Nazionale). Mezi vzácné tiskopisy této knihovny patří mj. kopie Dantovy Božské komedie z roku 1485, která je zdobená rytinami Sandra Botticelliho . Součástí paláce je dvorní divadlo Teatrino di corte. S palácem je rovněž spojeno Teatro San Carlo (nejstarší dodnes hrající operní divadlo z roku 1737).